# Cantón de Corbeil-Essonnes-Oeste
El cantón de Corbeil-Essonnes-Oeste era una división administrativa francesa, que estaba situada en el departamento de Essonne y la región de Isla de Francia.

## Composición
El cantón estaba formado por una comuna, más una fracción de la comuna que le daba su nombre:
- Corbeil-Essonnes
- Villabé

## Supresión del cantón de Corbeil-Essonnes-Oeste
En aplicación del Decreto n.º 2014-230 de 24 de febrero de 2014, el cantón de Corbeil-Essonnes-Oeste fue suprimido el 22 de marzo de 2015 y sus 2 comunas pasaron a formar parte del nuevo cantón de Corbeil-Essonne.